# 9915 Потанін
9915 Потанін (9915 Potanin) — астероїд головного поясу, відкритий 8 вересня 1977 року.
Тіссеранів параметр щодо Юпітера — 3,243.